# Presenza Naziunale

Presenza Naziunale (« Présence nationale ») est une organisation politique se réclamant du nationalisme corse. Il résulte de la scission, en 1998, d'A Cuncolta Naziunalista, faite par François Santoni avec son ami Jean-Michel Rossi, en réaction de la radicalisation du mouvement. Son bras armé était Armata Corsa.
Plutôt qu'un parti, François Santoni présente Presenza Naziunale dans son ouvrage "Compte-rendu sur 3 assassinats" (page 81) comme un "forum réunissant diverses sensibilités issues de la société corse y compris au dela du nationalisme, dans le but de preserver les intérêts sociaux et moraux des Corses. Il déclare que Rossi s'est inspiré du sous-commandant Marcos et de son EZLN du Chiapas.
Jean-Michel Rossi est assassiné en 2000, François Santoni en 2001, ainsi que plusieurs de leurs proches comme Jacques Navarra en décembre 2001.